# M.J. Granpré Molièreplein
Het M.J. Granpré Molièreplein is een straat en voetgangersgebied in Amsterdam Nieuw-West. Ze is op 2 december 1997 per raadsbesluit vernoemd naar architect Marinus Jan Granpré Molière.

## Ligging en Geschiedenis
Het plein voldoet exact aan de omschrijving voor plein. Het plein ontstond na herinrichting en sanering van een gebied ten noordwesten van de Sloterplas in tuinstad Slotermeer. Dit gebied was al sinds de jaren 1950 bebouwd, maar werd eind jaren 1990 klaargemaakt voor veel dichtere bebouwing met voornamelijk woonhuizen. Het zou uiteindelijk leiden tot de buurt Noorderhof. Het straatgebied loopt van het J.F. Berghoefplantsoen (vernoemd naar architect J.F. Berghoef) noordelijk totdat ze overgaat in de J.J.M. Vegterstraat (vernoemd naar architect Jo Vegter). De meeste bebouwing staat echter aan een noordwestelijk lopende S-vormige zijtak, die loopt tot aan de Dom H. van der Laanstraat (vernoemd naar architect Hans van der Laan).

## Gebouwen
De bebouwing dateert bijna in zijn geheel uit de jaren rond 1999. Daarbij lopen de huisnummers aan de oneven kant van 1 tot en met 29; de even nummers 2 tot en met 22. De bouwwerken zijn alle ontworpen door de Luxemburgse architect Rob Krier in een (neo-)traditionele stijl. De enige uitzondering op die stijl is de Onze-Lieve-Vrouw-van-Lourdeskerk met huisnummer 2, ontworpen door de naamgever van het plein; het stamt dan ook uit de periode 1954-1957. Dit kerkgebouw is ook het enige monument aan het plein, een gemeentelijk monument.

## Kunst
In de zijtak van straat bevindt zich het kunstwerk Grote man, kleine man van Stephan Balkenhol, dat pontificaal midden op het voetpad staat. Andere kunstuitingen bevinden zich in de kerk.  

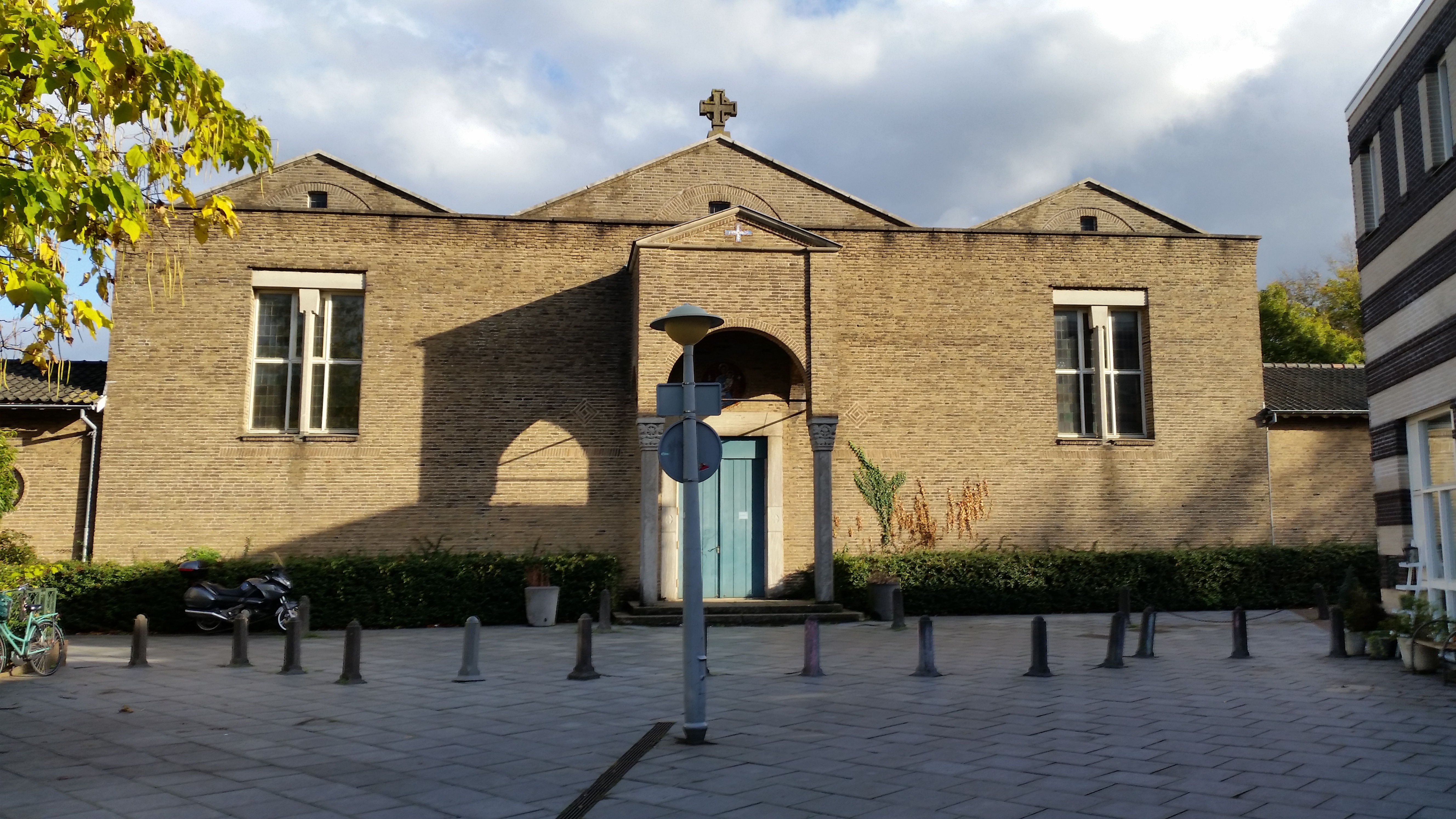
Onze-Lieve-Vrouw-van-Lourdeskerk (oktober 2018)